# Mahdi Abdul-Rahman

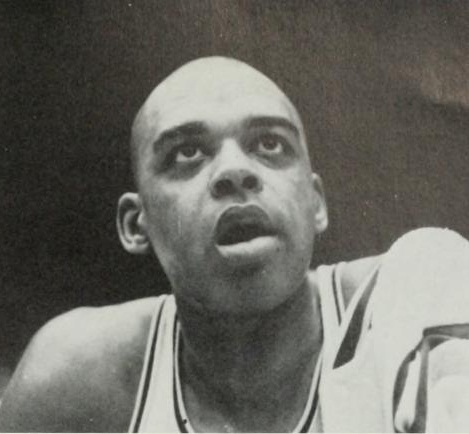
Etwa 1964

Mahdi Abdul-Rahman (* 15. April 1942 in Wilmington, Delaware als Walter Raphael Hazzard; † 18. November 2011 in Los Angeles) war ein US-amerikanischer Basketballspieler auf der Position des Shooting Guard, der bei den Los Angeles Lakers, Atlanta Hawks, Buffalo Braves und Golden State Warriors in der National Basketball Association spielte. Später arbeitete er im College-Bereich als Basketballcoach bei der UCLA.
Unter seinem Geburtsnamen Walt Hazzard gewann er 1964 für UCLA den Titel im College-Basketball und wurde als „Most Outstanding Player“ ausgezeichnet. Dies trug dazu bei, dass er zu den Olympischen Sommerspielen 1964 nominiert wurde und mit dem US-Basketballteam die Goldmedaille holte. Daraufhin wurde er von den lokalen Los Angeles Lakers im NBA-Draft verpflichtet. 1969 wurde er nach Seattle transferiert, wo er seinen Karrierebestwert von 24,0 Punkten pro Spiel aufstellte und ins All-Star-Spiel gewählt wurde. Seine Karriere ließ er bei den Hawks, Braves und Warriors ausklingen.
Während seiner NBA-Karriere konvertierte Hazzard zum Islam und nahm den Namen Mahdi Abdul-Rahman an. Er fühlte, deswegen von seinem Umfeld geschnitten zu werden, und benutzte auf dem Spielfeld weiter seinen Geburtsnamen Hazzard. Als er von 1984 bis 1987 als UCLA-Coach arbeitete, führte er seinen neuen Namen Abdul-Rahman. 1996 erlitt Abdul-Rahman einen Schlaganfall, der ihn behinderte, bis er 2011 nach schweren Herzproblemen verstarb.
Abdul-Rahman war mit seiner Frau Jaleesa verheiratet und ist u. a. Vater von DJ Khalil und Rasheed Hazzard.